# レーザースペーシー
レーザースペーシーは、1987年に平和工業（現、平和）が開発、発売したデジパチ機。および後継シリーズ。

## 概要
- おまけチャッカーによる出球増加タイプ。
- 表示機に透過光式透明板を採用し、「B」、「A」、「R」、「7」、「みかん」、「ぶどう」、「チェリー」のそれぞれの図柄を模る穴をあけた透明板を重ねて表示するしくみを採用している。
- 「BAR」、「7」、「みかん」、「ぶどう」、「チェリー」のゾロ目で大当たり。それ以外のゾロ目（「B」など）で小当たり。

## シリーズ
- 『ブラボーレーザーII』（1986年）
- 『レーザースペーシー7』（1987年）
  - 賞球数 7&13 大当たり最高継続 10R10C
- 『レーザースペーシーB』（1988年）
  - 賞球数 1&13 大当たり最高継続 10R10C
- 『レーザースペーシーエクサ』（1988年）
  - 賞球数 1&13 大当たり最高継続 10R10C
- 『レーザースペーシー』（1989年）
  - 賞球数 7&13 大当たり最高継続 10R10C